# Úřední list
Úřední list je promulgační list (úřední oznamovatel), v němž se vyhlašují nebo uveřejňují zpravidla podzákonné právní předpisy, úřední usnesení, rozhodnutí, opatření nebo oznámení (sdělení), případně též úřední překlady právních předpisů vyhlášených jinak, například ve Sbírce zákonů. 
Úřední listy nebo věstníky mohou vydávat například státy, organizační jednotky státu a samosprávné jednotky v rámci státu (například kraje (hejtmanství), ministerstva, státní úřady) nebo mezinárodní nebo nadnárodní instituce (například Evropská unie). V ČR jde např. o věstníky krajů nebo ČNB.

## Ústřední úřední listy v Československu

### Historický vývoj
Úřední list republiky Československé byl vydáván za první a druhé republiky na základě vládní vyhlášky 4/1920 Sb., o úředních listech československého státu, kdy nahradily dosavadní Pražské listy. Po 2. světové válce jeho vydávání nově upravil s účinností od 15. září 1945 Dekret prezidenta č. 66/1945 Sb., o Úředním listě republiky Československé, ústavním zákonem č. 57/1946 Sb. ratihabovaný na roveň zákona. Dekret byl s účinností od 1. ledna 1950 nahrazen zákonem č. 260/1949 Sb., o úředních listech. Úřední list byl rozdělen do dvou dílů (edičních řad) a jednotlivé položky se podle druhu zveřejňovaly buď v díle I., nebo v díle II. Díl I. obsahoval dokumenty s obecnější (normativní) platností, díl II. dokumenty týkající se konkrétních skutečností, například o jmenování či odvolání osob, o zápisech do rejstříků, dražbách, umoření listin apod. 
Úradný vestník (Úřední věstník) byl podle zákona č. 260/1949 Sb. zřízený úřední list pro Slovensko. Zveřejňovaly se v něm právní předpisy, usnesení, rozhodnutí, opatření nebo sdělení, jejichž územní platnost nepřesahovala území Slovenska, a slovenské překlady dokumentů zveřejněných či vyhlášených v Úředním listu republiky Československé. 
Od 1. ledna 1960 podle zákona č. 77/1959 Sb., o Sbírce zákonů a o Úředním listě, již vycházel jen jeden Úřední list Republiky československé (se změnou pravopisu velkých písmen). Rozdělení na dva díly a samostatné vydávání Úradného vestníka skončilo. 
Úřední listy přestaly vycházet od 1. ledna 1962, odkdy podle Zákonného opatření předsednictva Národního shromáždění č. 4/1962 Sb., o vyhlašování zákonů a jiných právních předpisů, byly vyhlášky zveřejňovány již jen ve Sbírce zákonů Československé socialistické republiky.
Následně se však ukázala potřeba podobného publikačního prostředku a rozhodnutím vlády 18. března 1966 byl zaveden Ústřední věstník, vydávaný od ledna 1967 ministerstvem spravedlnosti.

### Dostupnost Úředních listů
V letech 1949–1961 byly v Úředním listu Republiky československé  (po červenci 1960 Československé socialistické republiky) zveřejňovány i právní předpisy, jejichž právní síla odpovídala dnešním prováděcím předpisům, které jsou zveřejňovány ve Sbírce zákonů. Velmi známá byla například vládní vyhláška č. 150/1958 Ú. l., o vyřizování stížností a podnětů pracujících, jejíž předmět úpravy byl po revoluci z velké části překryt zákonem o právu petičním 85/1990 Sb. a spory o to, zda platí oba předpisy souběžně, ukončilo až oficiální zrušení vyhlášky nařízením vlády 370/2005 Sb. (na Slovensku již zákonem o sťažnostiach 152/1998 Z. z.).
Místní národní výbory byly povinny odebírat alespoň jeden výtisk příslušných úředních listů i Sbírky a v úředních hodinách zpřístupnit je každému, kdo o to požádá.  Po zrušení Úředního listu byla povinnost omezena na Sbírku zákonů a zavazuje obce dodnes (§ 13 zákona o Sbírce zákonů a o Sbírce mezinárodních smluv č. 309/1999 Sb.; kraje navíc musejí poskytovat Sbírku mezinárodních smluv a od r. 2005 Úřední věstník Evropské unie). Zatímco československá Sbírka zákonů je zveřejněna na webových stránkách Ministerstva vnitra zpětně od roku 1945 a jinde i od roku 1918, Úřední list je mnohem hůře dostupný a žádný státní úřad nemá stanovenu povinnost jej na internetu zveřejnit. Je dostupný v některých komerčních databázích, jako je Automatizovaný systém právních informací.

### Některé úřední sbírky
Pro označení úředních sbírek se užívají tyto zkratky:
- Ú. l. – Úřední list, Úřední list republiky Československé, Úřední list Republiky československé, Úřední list Československé socialistické republiky
- Ú. v. – Úradný vestník (Slovensko 1950–1959)
- Ú. v. ČSSR – Ústřední věstník (federální od 1967)
- Ú. v. ČSR/ČR – Ústřední věstník České republiky (vládní věstník, založen usnesením vlády České socialistické republiky z 6. května 1969 č. 72, o Ústředním věstníku České socialistické republiky, po přejmenování pokračuje i v 21. století)[6]